# Mipanas
Mipanas és una poble aragonès del municipi de Naval a 477 msnm, a la comarca del Somontano de Barbastre. La localitat està situada al marge dret del riu Cinca i hi ha una església sota l'advocació de Sant Miquel. El 1970 el municipi de Mipanas va desaparèixer en ser incorporat al de Naval, amb motiu que part del seu terme havia estat inundat per les aigües de l'embassament de Lo Grau. Després de quedar despoblat, diversos escaladors catalans s'hi van establir el 1986 amb les seves famílies.
A mitjans del segle xix, el lloc, aleshores amb ajuntament propi, tenia comptabilitzada una població de 117 habitants. La localitat apareix descrita a l'onzè volum del Diccionario geográfico-estadístico-histórico de España y sus posesiones de Ultramar de Pascual Madoz de la següent manera:
| «                          | MIPANAS: l. con ayunt. en la prov. de Huesca (10 horas), part. jud. y dióc. de Barbastro (6), aud. terr. y c. g. de Zaragoza (26). sit. en una colina contiguo al barranco titulado de la Fuente y á la der. del r. Cinca, reinando los vientos del NE. y S., con clima mal sano por padecerse tercianas y calenturas intermitentes. Consta de 14 casas, una de ayunt. con cárcel, igl. parr. (San Miguel), servida por un párroco de segunda clase y de presentacion real y eclesiástica; contiguo á ella se encuentra el cementerio, bien sit. Confina el térm. por N. con Abizanda; E. El Grado; S. Paul, y O. Pui de Cinca; 2 horas por el segundo punto y una por cada uno de los demas: dentro de su circunferencia brotan 10 fuentes de buena calidad, bañando ademas el térm. las aguas del barranco de la Fuente y el r. Cinca , junto al cual y como á 60 pasos del pueblo se halla una ermita bajo la advocacion de Sta. Quiteria. El terreno es escabroso y estéril en su mayor parte, interrumpido por una cordillera de sierra llamada Peña de Robles, poblada de romeros y aliagas. Los caminos mal conservados, se dirijen á los pueblos limítrofes; y reciben la correspondencia de Naval por espreso, dos veces á la semana. prod.: trigo, aceite y vino, pero todo en corta cantidad, cria ganado cabrío; caza de alguna perdiz, y pesca de madrillas y barbos. ind.: un telar de lienzos ordinarios y un molino aceitero. pobl.: 19 vec., 117 almas. riqueza imp.: 27,080 rs. contr.: 3,444. | » |
| — (Madoz 1848, p. 426-427) | |   |